# بياتريس ديدييه
بياتريس ديدييه (بالفرنسية: Béatrice Didier)‏ هي ناقدة أدبية فرنسية، ولدت في 21 ديسمبر 1935 في لا ترونش في فرنسا.

## وصلات خارجية
- الموقع الرسمي